# Звёзды нас ждут
«Звёзды нас ждут» — дебютный студийный альбом советской музыкальной группы «Мираж». Был записан в конце 1986 года и выпущен на магнитной ленте в 1987 году. Переиздан в 1994 году на компакт-диске.

В 1986 году вышел первый альбом «Миража» — «Звезды нас ждут», который произвел настоящий фурор. — Екатерина Макаркова - Музыка их связала // Журнал «Огонёк», №29, 24 июля 2005

## История
В начале 1986 г. на тексты деятельного Валеры Соколова уже писался первый альбом МИРАЖА — «Звёзды нас ждут».

Группу МИРАЖ с полным правом можно считать родоначальницей актуальнейшего на сегодняшний день направления в отечественной эстраде, которое можно определить как «авантюрный попс». И хотя в последнее время оные пионеры жанра слегка померкли в лучах вселенской наглости Андрея Разина, для нас сейчас наиболее интересен именно генезис данного коммерчески-дерзновенного течения, носящий парадоксально-подпольный характер.— журнал «Контр культ УРА», 1990
Альбом записан двумя вокалистками: постоянной (на момент записи) солисткой коллектива Наталией Гулькиной и сессионной (опять же на момент записи) вокалисткой Маргаритой Суханкиной, которая приняла участие в записи, однако не выходила на сцену, так как планировала оперную карьеру и не хотела быть замечена в поп-проекте. Вторая солистка коллектива Светлана Разина не принимала участия в записи, однако выступала на сцене.
Работа над альбомом началась в феврале 1986 года когда Андрей Литягин и Валерий Соколов, используя синтезатор, начали сочинять и записывать на домашней мини-студии электронно-инструментальный материал, подготовив 12 композиций. Всю электронику в альбоме Андрей Литягин записал сам, а партии на электрогитаре сыграл его давний знакомый Сергей Проклов. Тексты ко всем песням написал Валерий Соколов.
Начав запись с Маргаритой Суханкиной и записав три песни, после её отказа от дальнейшего участия, Соколов только через семь месяцев через свою школьную подругу (Светлану Разину) нашёл подходящий голос — Наталию Гулькину, которая в то время работая телефонисткой на АТС занималась в самодеятельном ансамбле, а до этого пела в Детском хоре им. Пятницкого. С новой солисткой были записаны ещё пять песен.
3 марта 1987 года первый альбом группы «Мираж» увидел свет.
Авторы отнесли запись на радиостанцию «Юность», а концертную программу «залитовали» в Едином научно-методическом центре при отделе культуры Мосгорисполкома.
Первый концерт состоялся по словам Соколова: «То ли в ДК известной организации на Лубянке, то ли в дискотеке при гостинице „Орлёнок“ на Ленинском проспекте».
В 1994 году альбом был переиздан на компакт-диске, претерпев некоторые изменения: изменён порядок песен, материал был пересведён. Режиссёр мастеринга переиздания — Игорь Бабенко.

Первый компакт-диск с раритетными записями дебютного альбома «Миража» «Звёзды нас ждут» показал: интерес к подобной музыке не только не иссяк, напротив — возрос. — Журнал «Пульс», 1995 год

## Список композиций
Список композиций приводится в соответствии с последним официальным переизданием (1994).
| №  | Название                        | Текст песни     | Музыка         | Вокал               | Длительность |
| -- | ------------------------------- | --------------- | -------------- | ------------------- | ------------ |
| 1. | «Солнечное лето»                | Валерий Соколов | Андрей Литягин | Наталия Гулькина    | 4:30         |
| 2. | «Звёзды нас ждут»               | Валерий Соколов | Андрей Литягин | Маргарита Суханкина | 5:01         |
| 3. | «Безумный мир»                  | Андрей Литягин  | Андрей Литягин | Наталия Гулькина    | 3:49         |
| 4. | «Я не хочу»                     | Валерий Соколов | Андрей Литягин | Наталия Гулькина    | 2:59         |
| 5. | «Около полуночи (Instrumental)» | —               | Андрей Литягин | —                   | 5:13         |
| 6. | «Видео»                         | Валерий Соколов | Андрей Литягин | Маргарита Суханкина | 4:03         |
| 7. | «Эта ночь»                      | Валерий Соколов | Андрей Литягин | Маргарита Суханкина | 4:26         |
| 8. | «Электричество»                 | Валерий Соколов | Андрей Литягин | Наталия Гулькина    | 4:13         |
| 9. | «Волшебный мир»                 | Валерий Соколов | Андрей Литягин | Наталия Гулькина    | 6:11         |

## Участники записи
- Наталия Гулькина — вокал (дорожки 1, 3, 4, 8 и 9)
- Маргарита Суханкина — вокал (дорожки 2, 6 и 7)
- Андрей Литягин — аранжировки, клавишные, запись
- Сергей Проклов — гитара
- Алексей Рящин — клавишные
- Андрей Лукинов — саунд-продюсер

## Критика
После переиздания альбома в 1995 году известный музыкальный критик, один из основателей журнала «Музыкальный Олимп» (приложение к журналу «Эхо планеты»), писал:

Снова зазвучали из киосков ABBA, Modern Talking и Bad Boys Blue, стало быть, очередной подъём спроса на танцевальную музыку конца 80-х. Вот студия «Союз» и выпустила шикарный альбом с суперхитами отечественных дискотечных звёзд — «Солнечное лето», «Звёзды нас ждут», «Эта ночь», «Новый герой», «Музыка нас связала», а также с неиздававшейся ранее «Я жду тебя». На пластинке сохранён «фирменный» звук «Миража»: драйвовые клавиши и залихватская гитара Андрея Горбашова. Ценность альбома ещё и в том, что отлично отпечатанный буклет содержит архивные фотографии группы и имена всех её участников и участниц. Так что этот диск украсит коллекцию любого диджея и простого меломана.
У эстрады не может быть infante terrible — ужасного дитяти, и это акcиома. А посему тщетны потуги критиков представить дуэт «Нэнси» этаким «удушливым музыкальным кошмаром середины 90-х» по аналогии: «Ласковый май» — апофеоз пошлости конца 80-х. А группу «Мираж» первого созыва как окрестить изволите? Ужасом N 1? Праужасом? Нет, праматерью попсы российской, если, конечно, повнимательней присмотреться к тому, что мы имеем сейчас. Глядите на наш музон с западной колокольни? Ну и работали бы себе на Западе.
— Андрей Мельников, журнал «Музыкальный Олимп», №  6, 1996

## В других произведениях
Припев песни «Солнечное лето» из альбома является завершающими словами в романе Виктора Пелевина 1993 года «Жизнь насекомых», по этому поводу критик Роман Иванов заметил:

Завершается «Жизнь…» именно цитатой из популярной «глупой песни». Как и песня «Ой, то не вечер…» в «Чапаеве и Пустоте», она в контексте обретает глубокий смысл. Ну а кто, собственно, сказал, что группа «Мираж» и прочие попсовики-затейники поют не об этом, сквозь всю чепуху и халтуру всё-таки «почти попадая» в невнятные человечьи мечты о несбыточном лете — когда «и ты, и мы, любимый, были свободны».
Песня «Звёзды нас ждут», давшая заглавие альбому, как и весь альбом в целом, дана в размышлениях героя романа Романа Сенчина «Дождь в Париже» 2018 года для характеристики 1988 года — периода «перестройки» в СССР, с объяснением популярности их текстов песен у тогдашних девчонок их смелым — протестным смыслом, каким для мальчишек была песня «Перемен!» Виктора Цоя:

Потом уже, обзаведясь магнитофоном и кассетой с альбомом «Звёзды нас ждут сегодня», понял: тексты-то, смысл такой смелый, протестный просто! Парни по квартирам слушали и сжимали кулаки под цоевское «Перемен!», а девчонки томились в ожидании перемен под спрятанное за красивой мелодией, но спетое каким-то неживым, потусторонним голосом: «Завтра улечу в солнечное лето, буду делать всё, что захочу». В восемьдесят восьмом для четырнадцати-семнадцатилетних девчонок это был самый настоящий призыв к бунту. И они бунтовали — верили, что после встречи с сильным парнем «всё будет всерьёз», и шли с ним из «старого дома» туда, где «прекраснее, чем сон», а на самом деле — за гаражи или в заросли тальника. А потом, брошенные, кидались на соперниц, резали вены, бросались с балконов, топились в Енисее…
Конечно, подобное было всегда. Но только тогда, в восьмидесятые, это происходило под нежную музыку с жуткими по сути своей словами: «Люди проснутся завтра, а нас уже нет».